# سيرغي بورودين (لاعب كرة قدم)
سيرغي بورودين (19 أكتوبر 1988 في روسيا - ) هو لاعب كرة قدم روسي في مركز حراسة المرمى. لعب مع نادي كريليا سوفيتوف سامارا وFC Nizhny Novgorod (2007) ‏ ونادي تيومين ‏ وFC Irtysh Omsk ‏ ونادي أكاديمية تولياتي لكرة القدم ونادي توغلياتي لكرة القدم ونادي ينيسي كراسنويارسك ‏.